# Sopubia stricta
Sopubia stricta är en snyltrotsväxtart som beskrevs av George Don jr. Sopubia stricta ingår i släktet Sopubia och familjen snyltrotsväxter. Inga underarter finns listade i Catalogue of Life.